# Wahlkreis Meißen 1 (2004–2009)
Der Wahlkreis Meißen 1 war ein Landtagswahlkreis in Sachsen, der zu den Landtagswahlen 2004  und 2009 existierte. Er hatte die Wahlkreisnummer 39. Das Wahlkreisgebiet umfasste einen Teil des zum 1. Januar 1996 gebildeten Landkreises Meißen  und war fast deckungsgleich mit dem zur Landtagswahl 1994 gebildeten Wahlkreis Meißen-Dresden West. Der Landkreis ging im Zuge der sächsischen Kreisgebietsreform 2008 im neuen Landkreis Meißen auf. Das Wahlkreisgebiet bestand zwischen 2004 und 2009 aus folgenden Städten und Gemeinden: Lommatzsch, Meißen und Nossen sowie die Gemeinden Diera-Zehren, Käbschütztal, Ketzerbachtal, Klipphausen, Leuben-Schleinitz, Niederau und Weinböhla Nachfolger wurden 2014 die Wahlkreise Meißen 1 und Meißen 3, in die der vormalige Wahlkreis Meißen 1 aufgeteilt wurde.

## Wahl 2009
| Amtliches Endergebnis der Landtagswahl am 30. August 2009 in Sachsen im Wahlkreis 039 Meißen 1 (Ergebnisse in Prozent) |

| Direktkandidat  | Partei          | Erststimmen in % | Zweitstimmen in % |
| --------------- | --------------- | ---------------- | ----------------- |
| Karin Strempel  | CDU             | 39,9             | 42,7              |
| Günter Jordan   | Die Linke       | 20,9             | 18,4              |
| Andreas Ball    | SPD             | 9,0              | 8,3               |
| Alexander Delle | NPD             | 7,2              | 6,8               |
| Renate Fiedler  | FDP             | 15,2             | 11,6              |
| Andreas Vorrath | GRÜNE           | 6,7              | 5,5               |
| -               | Tierschutz      | -                | 2,0               |
| -               | PBC             | -                | 0,2               |
| -               | BüSo            | -                | 0,2               |
| -               | DSU             | -                | 0,2               |
| -               | REP             | -                | 0,1               |
| -               | Freie Sachsen   | -                | 1,2               |
| -               | FP Deutschlands | -                | 0,1               |
| -               | Humanwirtschaft | -                | 0,1               |
| -               | Piraten         | -                | 1,7               |
| Mirko Schmidt   | SVP             | 1,1              | 0,9               |

Es waren 64.558 Personen wahlberechtigt. Die Wahlbeteiligung lag bei 51,0 %. Von den abgegebenen Stimmen waren 2,0 % ungültig. Als Direktkandidat wurde Karin Strempel (CDU) gewählt. Sie erreichte 39,9 % aller gültigen Stimmen.

## Wahl 2004
Die Landtagswahl 2004 hatte folgendes Ergebnis:
| Direktkandidat  | Partei     | Erststimmen in % | Zweitstimmen in % |
| --------------- | ---------- | ---------------- | ----------------- |
| Karin Strempel  | CDU        | 42,8             | 45,0              |
| Burglinde Goers | PDS        | 20,6             | 21,2              |
| Ingo Jörg Böhme | SPD        | 10,1             | 7,9               |
| Helge Landmann  | GRÜNE      | 6,6              | 5,2               |
| Mirko Schmidt   | NPD        | 10,1             | 10,0              |
| Horst Möller    | FDP        | 7,1              | 6,0               |
| Frank Hamm      | DSU        | 1,2              | 0,6               |
| -               | PBC        | -                | 0,3               |
| -               | GRAUE      | -                | 0,9               |
| Johannes Koppen | BüSo       | 1,5              | 0,6               |
| -               | AUFBRUCH   | -                | 0,5               |
| -               | DGG        | -                | 0,3               |
| -               | Tierschutz | -                | 1,5               |

Es waren 65.865 Personen wahlberechtigt. Die Wahlbeteiligung lag bei 59,6 %. Von den abgegebenen Stimmen waren 2,0 % ungültig. Als Direktkandidat wurde Karin Strempel (CDU) gewählt. Sie erreichte 42,8 % aller gültigen Stimmen.